# رفلکس بارورسپتور

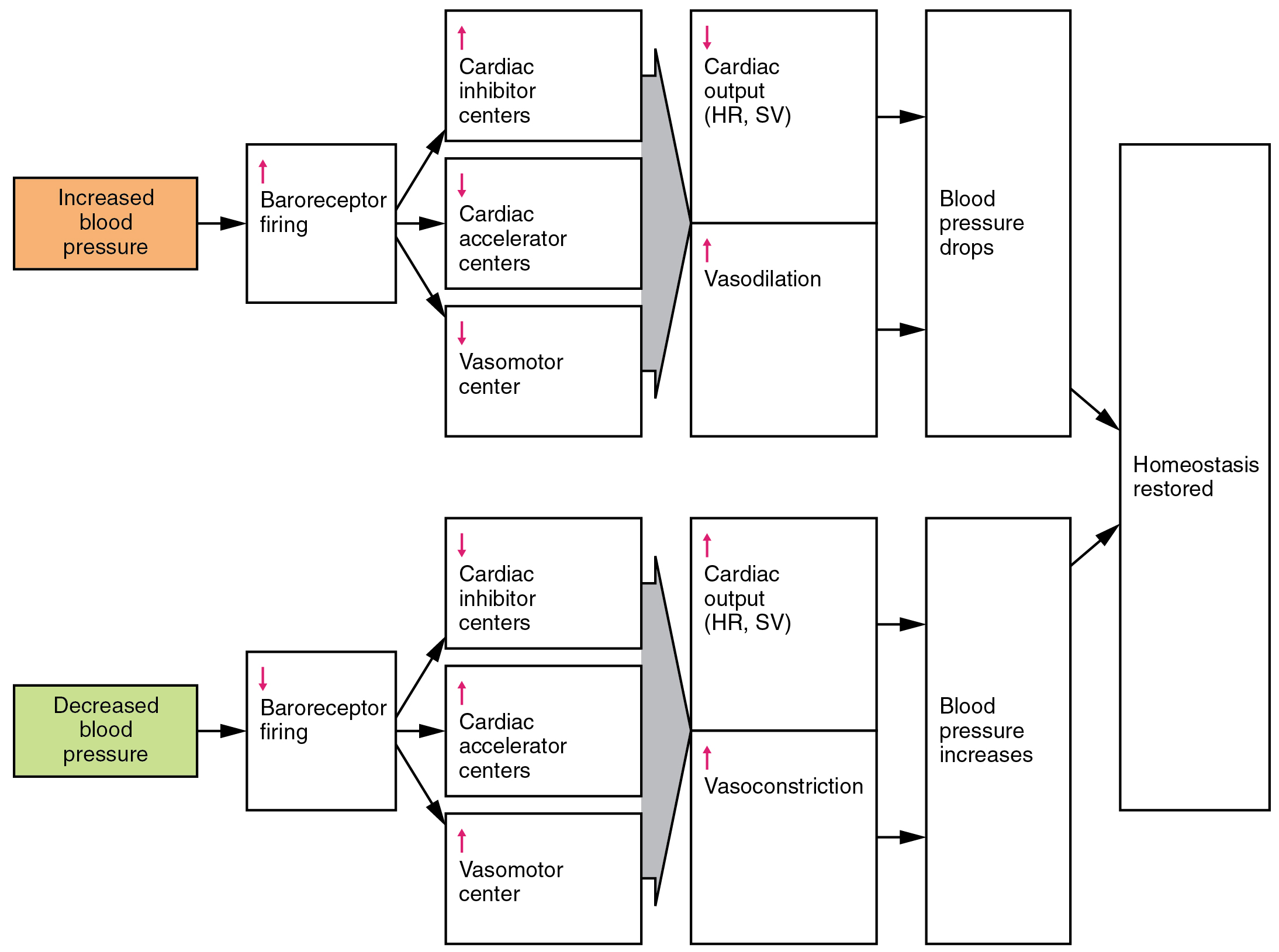
سیستم رفلکس بارورسپتور

رفلکس بارورسپتور (به انگلیسی: baroreceptor reflex) یک مکانیسم هومئوستازی بدن است که برای ثابت نگاه داشتن فشار خون بکار می‌رود. این رفلکس (عکس‌العمل غیرارادی) شامل یک خودتنظیمی منفی سریع می‌شود.
سیستم بارورسپتوری در تنظیم کوتاه مدت فشار خون نقش مهمی دارد. به عنوان مثال، فشار خون بالا باعث پایین آمدن میزان تپش قلب شده و به دنبال آن فشار خون کاهش خواهد یافت. فشار خون پایین فعالیت رفلکس بارورسپتور را کم می‌کند و در نتیجه میزان تپش قلب زیاد شده و فشار خون هم افزایش می‌یابد.
این سامانه به وسیله نورون‌های خاصی به نام بارورسپتورها ادارهٔ می‌شود که تغییرات فشار خون را نظاره می‌کنند و اطلاعات لازم را به ساقه مغز مخابره می‌کنند.
در دیوارهٔ محل انشعابات رگ‌های کاروتید در گردن و در قوس آئورتی، تعدادی گیرنده عصبی به نام بارورسپتور وجود دارد که با کشیده شدن دیواره رگ تحریک می‌شوند. هنگامی که فشار خون خیلی بالا برود، بارورسپتورها شروع به فرستادن تعداد زیادی ایمپالس‌های عصبی به بصل النخاع (مدولا) می‌کنند.
در بصل النخاع این ایمپالس‌ها، مرکز وازوموتور را مهار می‌کنند و در نتیجه، تعداد ایمپالس‌هایی که مرکز وازوموتور از طریق دستگاه عصبی سمپاتیک به قلب و عروق خونی می‌فرستد، کاهش می‌یابد.
فقدان ایمپالس‌های وازوموتوری سبب کاهش فعالیت تلمبه ای قلب و تسهیل جریان خون در عروق محیطی می‌شود که هردو عامل فشار خون شریانی را به حد نرمال بازمی‌گردانند.